# Ton combat
Ton combat is een nummer van de Franse band Arcadian uit 2017. Het is de tweede single van hun debuutalbum Folie arcadienne.
"Ton combat" is een vrolijk nummer met een optimistische tekst. Hoewel de plaat een radiohit werd in Frankrijk, bereikte het daar geen hitlijsten. In de Waalse Ultratop 50 bereikte het de 21e positie.